# 安倍川
安倍川（日语：／ Abekawa */?）是一條流經日本静岡縣静岡市葵區、駿河區的一條河流，也是一級河川安倍川水系的干流。注入駿河灣。

## 历史
- 1335年：南北朝時代足利尊氏和新田義貞的手越河原合戰的發生地。

## 支流
- 丸子川
- 藁科川
- 足久保川
- 中河内川

## 關連項目
- 東海道本線安倍川車站
- 糸魚川靜岡構造線

## 外部連結
- 国土交通省静岡河川工事事務所（页面存档备份，存于）